# Empelathra
Empelathra là một chi bướm đêm thuộc họ Erebidae.